# Lijst van grootste Nederlandse woonplaatsen
In Nederland is een woonplaats een onderverdeling van een gemeente die een of meerdere (al dan niet) bewoonde plaatsen omvat en wordt gebruikt voor postadressering en andere administratieve doeleinden. Hieronder staan alle Nederlandse woonplaatsen met een bevolking van meer dan 100.000 personen.
| rang | woonplaats       | provincie     | inwonertal (1-1-2015) | inwonertal (1-1-2020) | inwonertal (1-1-2024) |
| ---- | ---------------- | ------------- | --------------------- | --------------------- | --------------------- |
| 1    | Amsterdam        | Noord-Holland | 821.752               | 872.757               | 907.695               |
| 2    | Rotterdam        | Zuid-Holland  | 562.025               | 587.940               | 606.245               |
| 3    | Den Haag         | Zuid-Holland  | 514.861               | 545.838               | 566.221               |
| 4    | Utrecht          | Utrecht       | 288.195               | 307.840               | 323.325               |
| 5    | Eindhoven        | Noord-Brabant | 223.209               | 234.394               | 246.417               |
| 6    | Almere           | Flevoland     | 196.932               | 211.893               | 226.500               |
| 7    | Groningen        | Groningen     | 200.336               | 203.105               | 211.120               |
| 8    | Tilburg          | Noord-Brabant | 192.470               | 198.985               | 205.150               |
| 9    | Nijmegen         | Gelderland    | 162.155               | 166.460               | 172.510               |
| 10   | Arnhem           | Gelderland    | 152.293               | 161.348               | 167.632               |
| 11   | Haarlem          | Noord-Holland | 156.015               | 162.225               | 167.040               |
| 12   | Enschede         | Overijssel    | 158.553               | 159.640               | 161.738               |
| 13   | Breda            | Noord-Brabant | 148.760               | 150.500               | 153.220               |
| 14   | Amersfoort       | Utrecht       | 137.260               | 141.840               | 146.630               |
| 15   | Apeldoorn        | Gelderland    | 133.925               | 138.235               | 142.270               |
| 16   | Zwolle           | Overijssel    | 123.861               | 128.840               | 133.141               |
| 17   | Leiden           | Zuid-Holland  | 121.562               | 125.099               | 130.108               |
| 18   | Zoetermeer       | Zuid-Holland  | 124.025               | 125.285               | 128.434               |
| 19   | Maastricht       | Limburg       | 122.397               | 121.575               | 125.285               |
| 20   | Dordrecht        | Zuid-Holland  | 118.899               | 119.284               | 122.070               |
| 21   | 's-Hertogenbosch | Noord-Brabant | 108.755               | 110.800               | 113.935               |
| 22   | Delft            | Zuid-Holland  | 101.030               | 103.595               | 109.577               |